# 梅塘夜譚
《梅塘夜譚》（法語：Les Soirées de Médan），法国中篇小說集，1880年由法國小說家左拉在內的六位作家的中篇小說集成。
梅塘（Médan）位於巴黎郊外，是左拉的別墅，此地風光明媚秀麗，有六名當代小說家每周都在此歡聚一堂，即保爾·阿萊克西、莫泊桑、萊昂·艾尼克、昂利·塞阿爾、于斯曼，被稱為“梅塘集團”。1880年夏天，左拉邀請諸作家各寫一篇以普法戰爭為背景的戰爭故事，結集成梅塘夜譚，其中莫泊桑的《羊脂球》被公認為是最好的一篇作品，其它還包含了左拉的《磨坊之役》，阿萊克西的《戰役之後》，萊昂的《大七事件》，賽阿爾的《放血》，于斯曼的《背上背包》。